# Timo Flloko
Timo Flloko, właśc. Timoleo Flloko (ur. 26 kwietnia 1948 w Peje) – albański aktor i autor tekstów piosenek.

## Życiorys
Był synem lekarza. Po ukończeniu szkoły średniej we Wlorze studiował na wydziale sztuk scenicznych Instytutu Sztuk w Tiranie. Studia ukończył w 1970 i został zaangażowany do zespołu Teatru Ludowego (alb. Teatri Popullor). Był także wykładowcą sztuki aktorskiej w Instytucie Sztuk w Tiranie.
W 1967 zadebiutował na ekranie filmowym. W swojej karierze zagrał w 20 filmach fabularnych. Za rolę nauczyciela Luana w filmie Lulekuqet mbi mure zdobył główną nagrodę na Festiwalu Filmów Albańskich. W 1997 otrzymał nagrodę na Festiwalu Filmowym w Saint-Étienne za rolę w filmie Vdekja e kalit. Uhonorowany tytułem Zasłużonego Artysty (alb. Artist i Merituar). W 1997 wyemigrował wraz z rodziną do USA. Przez osiem lat mieszkał w Nowym Jorku, tam też grał role epizodyczne. Po powrocie do kraju objął stanowisko profesora na wydziale sztuk scenicznych Uniwersytetu Sztuk w Tiranie. Wydał dwa tomiki poezji.
Jest żonaty (żona Vera Grabocka), ma córkę Lindę.

## Role filmowe
- 1967: Ngadhjenim mbi vdekjen jako Fatos
- 1969: Perse bie kjo daulle jako Xhavit
- 1971: Malet me blerim mbuluar jako Kabo Dalipi
- 1971: Kur zbardhi nje dite jako Meço
- 1971: Liri a vdekje jako Çerçiz Topulli
- 1974: Shtigje te luftes jako Kanan
- 1976: Lulekuqet mbi mure jako nauczyciel Luan
- 1977: Njeriu me top jako Mato Gruda
- 1979: Balle per balle jako inż. Siergiej
- 1984: Militanti jako Visar Shundo
- 1984: Nata e pare e lirise jako Czeczen
- 1985: Te paftuarit jako Martin Alushi
- 1986: Rrethimi i vogel jako Agron
- 1986: Fillim i veshtire jako Bujar
- 1987: Vrasje ne gjueti jako Arjan
- 1987: Binaret jako Asim
- 1987: Balada e Kurbinit jako Gurgen Dreni
- 1991: Vdekja e kalit jako Agron
- 1991: Perdhunuesit jako Luan
- 1994: Loin de barbares jako Vladimiri
- 1999: Angel's Dance jako Shank
- 1999: Wishmaster 2: Evil Never Dies jako Mustafa (5 odcinek)
- 1999: K-911 jako Johnson
- 2005: Syri magjik jako Nika
- 2006: Stay Awake jako Mirosh
- 2007: In Between jako Nick
- 2008: Watch! jako Andrea
- 2009: Miesiąc miodowy jako Leo
- 2012: The Architect jako Nik